# Дмитриевка (Старооскольский городской округ)
Дмитриевка — село в Старооскольском городском округе Белгородской области. Центр Дмитриевской сельской территории.

## География
Село Дмитриевка располагается на юго-западных склонах Среднерусской возвышенности и находится в Центрально-Чернозёмном районе, но почвы здесь песчаные. Относится к лесостепной зоне, лес в основном состоит из дубрав. В подлеске встречаются клен, осина, береза и другие деревья. На песках растёт сосна. Степные участки распаханы. Климат умеренно континентальный. Село расположено в юго-восточном направлении от города Старый Оскол в 30
километрах.

## История
Образование Дмитриевки датируется 1624 годом. 

### Российская империя
Село получило свое название по церкви Великомученика Димитрия Солунского. Первая деревянная церковь была построена в 1790 году, а новая и действующая сегодня каменная церковь была построена в 1886 году. В период с 1720 года по 1724 год территория была выкуплена княгиней Голицыной, впоследствии ставшей женой А.А. Меншикова, сына ближайшего соратника Петра I А.Д. Меншикова.
С 1779 года по 1924 год населённый пункт входил в состав Воронежской губернии Нижнедевицкого уезда Чужиковской волости.
В конце XIX века в селе Дмитриевке, тогда еще Воронежской губернии, жителями был выстроен новый большой храм в честь святого великомученика Димитрия Солунского. Предположительно, его возвели в 1885-1886 годах. Ранее на этом месте стоял деревянный храм.
В 1895 году была открыта трёхгодичная церковно-приходская школа, которая содержалась за счёт верующей общины. В школе детей обучали чтению книг, Закону Божьему. Учились только мальчики. Всего в школе обучалось 25-30 учеников. В 1910 году открыли земскую четырёхклассную школу. В школе обучалось по 45-50 учеников. Земская школа находилась под контролем священника.

### СССР
В апреле 1919 года в Дмитриевке была создана ячейка РКСМ.
22 июня 1941 года началась война. Всё трудоспособное население было мобилизовано. В начале июля 1942 года Дмитриевка была оккупирована. В 1942 году советские войска были вынуждены отступить на Воронеж. Несколько групп останавливались в Дмитриевке, жители помогали им, переодевали в гражданскую одежду и ночью выводили за пределы села. 3 февраля 1943 года 303-я стрелковая дивизия и 76-й гвардейский полк оттеснили немцев и освободили село Дмитриевку от оккупации. С 7 февраля 1943 года по 6 марта 1943 года на территории села находился ППГ-87, с 16 июня по 15 июля ХППГ-5194, с 3 августа по 13 августа ХППГ-250, с 1 сентября по 12 сентября ППГ-3259.
27 июля 1950 года колхозы имени Молотова и «Борец за пятилетку» были объединены в один. А в 1953 году все колхозы были объединены в один - имени Молотова. В 1955 году построили новое здание для клуба и библиотеки. В 1963 году колхоз имени Молотова был переименован в колхоз имени XXII партсъезда. В 60-х годах началась работа по водоснабжению и электрификации села.
В 1963 году Шаталовский район Указом Президиума Верховного Совета Российской Федерации от 01.02.1963 года был ликвидирован. Село Дмитриевка вошло в состав Старооскольского района.
В 1963 году Дмитриевская восьмилетняя школа была реорганизована в среднюю школу. В 70-х годах в селе Дмитриевка были построены здания фельдшерско-акушерского пункта и магазина. Построены машинно-тракторные дворы, мастерские, складские помещения, механизированный ток, животноводческие фермы оборудованы необходимой техникой.
В 1990 году на базе совхоза «Дмитриевский» был создан сельскохозяйственный кооператив «Дмитриевский». 

### Российская Федерация
В 1995 г. была завершена программа газификации села Дмитриевка. В мае 1995 года в честь празднования 50-летия Победы Великой Отечественной войны в селе Дмитриевка состоялась встреча ветеранов войны. Состоялось открытие мемориальной доски на здании Дмитриевской средней школы.
В 2008 году Дмитриевский храм, построенный более ста лет назад, остался без куполов и крестов. В начале октября 2012 года возле стен церкви появились новые синие купола, а в храме – золоченые кресты. 25 октября купола установлены на храм. 8 октября 2016 года храм отметил своё 130-летие.

## Население
| 1859 | 1897  | 2002 | 2010 |
| ---- | ----- | ---- | ---- |
| 1608 | ↗2028 | ↘835 | ↘719 |

## Известные уроженцы
- Кутепов, Яков Александрович (1911—1985) — советский конструктор, Герой Социалистического Труда (1975).